# Rafael Berce
Rafael Berce, slovenski učitelj, * 9. marec 1905, Dornberk, † 7. januar 1945, Zoljan pri Našicah, Hrvaška.

## Življenje in delo
Po končanem učiteljišču je poučeval na meščanski šoli v Ljutomeru; tu je vodil jadralno skupino, ki je izdelala vrsto modelov in jadralno letalo »Prlek«. Po okupaciji Kraljevine Jugoslavije so ga Nemci poslali v internacijo, od koder se je vrnil februarja 1942 in odšel na Kočevsko, se pridružil partizanom, ter bil od Italijanov ponovno zajet in odpeljan v Padovo, kjer je dočakal kapitulacijo fašističnega režima. Vrnil se je v domovino in pridružil hrvaškim partizanom. Padel je v boju na pragu svobode v Zoljanih pri Našicah.